# Тијана Упчева
Тијана Упчева (рођена Упчев; Нови Сад, 30. септембар 1995) српска је глумица.

## Биографија
Након завршене Карловачке гимназије, уписала је Академију уметности Алфа БК универзитета у Београду. Дипломирала је 2018. године у класи проф. Мирјане Карановић, представом Смрт и девојка Ариала Дорфмана која је премијерно изведена 24. марта 2018. у Југословенском драмском позоришту, а потом на фестивалу ТКТ фест. Упчева је такође играла у представама позоришта ДАДОВ и Пан театар. Телевизијску и филмску каријеру започела је улогама у страним остварењима, од којих се издвајају улога служавке Варлите у америчкој научнофантастичној серији Предстража и Еве Марковић, прве Српкиње у свемиру у америчкој серији Барка. Домаћој публици најпознатија је по улози Уне Медић „Зврк” у сапуници Игра судбине, којој се придружила у трећој сезони.
Иако јој је име по рођењу Тијана Упчев, због сарадње са страним продукцијама, али и македонског порекла презимена, глумица као уметничко име користи „Ти(ј)ана Упчева” (енгл. Tiana Upcheva).

## Филмографија
| Улоге      |                   |               |                        |                         |
| Година     | Српски назив      | Изворни назив | Улога                  | Напомена                |
| 2017.      |                   |               | Маја                   | ТВ филм                 |
| 2018.      |                   |               | Конобарица             |                         |
| 2018.      | Не видиш да видиш | /             | Ловац                  | кратки филм             |
| 2019.      | Агитација         | /             | Хана                   | кратки филм             |
| 2020−2021. | Ургентни центар   | /             | Социјална радница Дора | ТВ серија, 5 епизода    |
| 2019−2021. | Предстража        |               | Варлита                | ТВ серија, 26 епизода   |
| 2022−2025. | Игра судбине      | /             | Уна Медић „Зврк”       | ТВ серија, главна улога |
| 2023−данас | Барка             |               | Ева Марковић           | ТВ серија, главна улога |
| 2023.      |                   |               | Алиса                  |                         |

## Улоге у позоришту
| Представа                     | Улога           | Текст                                                    | Режија             | Позориште                                | Премијера          |
| ----------------------------- | --------------- | -------------------------------------------------------- | ------------------ | ---------------------------------------- | ------------------ |
| Папагај                       | Госпођа Смердел | Данило Киш                                               | Огњен Дрењанин     | ДАДОВ                                    | октобар 2016.      |
| Пипи Дуга Чарапа у Квизионеру | Аника           | Весна Алексић                                            | Оливера Викторовић | Пан театар                               | 2018.              |
| Смрт и девојка                | Паулина Салас   | Ариел Дорфман                                            | Мирјана Карановић  | Академија уметности Алфа БК универзитета | 24. март 2018.     |
| Анин свет снова               | Вила Мила       |                                                          | Бојана Ђурашковић  | Пан Театар                               | 11. новембар 2018. |
| Чаробна фрула                 | Вилењак         | Радан Радовић, Снежана Маш, Иван Макрагић (драматургија) | Владимир Лазић     | Позориште лутака „Пинокио”               | 11. октобар 2019.  |